# زعفران زیبا
زعفران زیبا (نام علمی: Crocus speciosus) یکی از گونه‌های سردهٔ زعفران است. ارتفاع آن ۱۲ سانتیمتر است. همچنان که نام لاتین این گونه به معنی زیبا می‌باشد، حقیقتاً گیاه زیبایی با گل‌های آبی یاسمنی دارای رگه‌های تیره و خامهٔ سه شاخه‌ای به رنگ نارنجی روشن است. این گونه در سلسله جبال البرز و از ارتفاع ۱۰۰۰ تا ۱۸۰۰ متر روئیده و برگ‌ها و میوهٔ آن هر دو در بهار ظاهر می‌گردند اما فصل گلدهی آن در مهر و آبان ماه‌است.